# Orthopodomyia albicosta
Orthopodomyia albicosta är en tvåvingeart som först beskrevs av Lutz 1904.  Orthopodomyia albicosta ingår i släktet Orthopodomyia och familjen stickmyggor. Inga underarter finns listade i Catalogue of Life.